# Nolsjö
Nolsjö är en ort i Österåkers kommun i Stockholms län, belägen mitt på norra Ljusterö, norr om Kyrksjön. SCB har tidigare avgränsat bebyggelsen i västra delen av orten till en småort namnsatt till Nolsjö (västra delen).  Från 2015 avgränsar SCB här istället en tätort, namnsatt till Nolsjö och Mellansjö som också inkluderar byarna Mellansjö och Dragboda. Även den tidigare småorten Mellansjö Gropgärdet som låg vid Ljusterövägen inkluderas i den nya tätorten.

## Befolkningsutveckling
| Befolkningsutvecklingen i Nolsjö och Mellansjö 2015–2020 | Befolkningsutvecklingen i Nolsjö och Mellansjö 2015–2020 | Befolkningsutvecklingen i Nolsjö och Mellansjö 2015–2020 | Befolkningsutvecklingen i Nolsjö och Mellansjö 2015–2020 | Befolkningsutvecklingen i Nolsjö och Mellansjö 2015–2020 |
| --- | -------------------------------------------------------- | -------------------------------------------------------- | -------------------------------------------------------- | -------------------------------------------------------- |
| |                                                          |                                                          |                                                          |                                                          |
| År |                                                          |                                                          | Folkmängd                                                | Areal (ha)                                               |
| 2015 | 2015                                                     |                                                          | 354                                                      | 144                                                      |
| 2020 | 2020                                                     |                                                          | 572                                                      | 283                                                      |
| Anm.: Ny tätort 2015, utgjordes tidigare av småorterna Mellansjö och Dragboda, Mellansjö Gropgärdet och Nolsjö (västra delen), där den senare 2010 hade 61 invånare på 14 hektar. 2020 uppgick småorterna Lervikstorp och Sundvik i tätorten |                                                          |                                                          |                                                          |                                                          |